# Friedhart Knolle
Friedhart Wilhelm Günter Hans Knolle (* 22. September 1955 in Goslar) ist ein deutscher Geologe und Naturschützer.

## Leben
Nach dem Studium der Geologie an der TU Clausthal arbeitete Friedhart Knolle zunächst in der freien Wirtschaft sowie ehrenamtlich für regionale Umweltverbände. Ab 1990 war er in verschiedenen Funktionen an der Aufbauarbeit der Harzer Nationalparke beteiligt, so 1990–1992 als Sprecher des BUND-Verbändeprojekts „Nationalpark Harz“. Seit 1992 war er Pressesprecher der Nationalpark-Planungsgruppe des Niedersächsischen Umweltministeriums und ab 1994 Dezernent für Öffentlichkeitsarbeit, Bildung und Erholung der Nationalparkverwaltung Harz mit Dienstsitz in Sankt Andreasberg-Oderhaus. Von 2006 bis 2021 war Knolle Pressesprecher und Beauftragter für Marketing und Regionalentwicklung sowie den Geopark Harz – Braunschweiger Land – Ostfalen des fusionierten Nationalparks Harz mit Dienstsitz in Wernigerode. Knolle ist Gründungsmitglied und Vorstand der länderübergreifenden „Gesellschaft zur Förderung des Nationalparks Harz e. V.“
2008 promovierte Knolle an der Fakultät für Lebenswissenschaften der TU Braunschweig mit der Dissertation Ein Beitrag zu Vorkommen und Herkunft von Uran in deutschen Mineral- und Leitungswässern.
Knolle ist auch als ein erfahrener Montanarchäologe bekannt, welcher sich schwerpunktmäßig der montanwirtschaftlichen Altlasten- und Sekundärlagerstätten-Forschung widmete. Er untersuchte unter anderem den auf Blei- und Zinkrerz angelegten Ottiliae-Schacht westlich Clausthal-Zellerfeld, die Erzwäsche der Grube Samson in Sankt Andreasberg, analysierte in Zusammenarbeit mit dem Geologen Achim Groß die Hydrogeologie der auf Pyrit- und Eisenerz angelegten Schächte der Grube Einheit in Elbingerode, und versah die Beiträge bergbaulicher Arbeitskreise, wie etwa jenen von Klaus Pfeiffer und Manfred Dittmann zu den auf Hämatit angelegten Bergwerken bei Zorge und Wieda, mit kenntnisreichen Rezensionen. In Zusammenarbeit mit dem Speläologen Fritz Reinboth legte Knolle 2018 einen viel beachteten Beitrag zum Bergbau und Hüttenwesen der Klöster Walkenried und Neuwerk vor und erforschte die Hinterlassenschaften des Gipsbergbaus. Er vertritt gemeinsam mit dem Forstwissenschaftler Uwe Wegener den Standpunkt, dass die Harzer Montanwirtschaft bereits in der Bronzezeit ihren Anfang genommen haben wird.
Knolle ist u. a. Mitglied des Verbandes der deutschen Höhlen- und Karstforscher e. V., der Arbeitsgemeinschaft für Karstkunde Harz e. V., des Vereins Spurensuche Harzregion e. V. und des Harz-Vereins für Geschichte und Altertumskunde e. V. Er ist auch Mitglied im Beirat des Geoparks Harz – Braunschweiger Land – Ostfalen. Knolle ist Vorsitzender des BUND-Regionalverbands Westharz.

## Ehrungen
- 2010 Dr.-Benno-Wolf-Preis des Verbandes der deutschen Höhlen- und Karstforscher e. V.[13]